# Posel z Athén
Posel z Athén (francouzsky Le messager d’Athènes) je historická próza pro děti a mládež francouzské spisovatelky literatury pro děti a mládež Odile Weulersseové.
Kniha vyšla poprvé ve francouzském nakladatelství Hachette Jeunesse v roce 1985, vypravena obálkou a ilustracemi Yvese Beaujarda. Pro české vydání knihu přeložil Josef Tomíček; Posel z Athén byl česky vydán v roce 1995 jako první svazek knižnice Dobrodružný dějepis v Nakladatelství Olympia.
Děj se odehrává v antickém Řecku mezi lety 492 a 490 př. n. l. V závěru je vylíčena bitva u Marathónu, a v ní je hlavní mužské postavě, Timoklovi, přisouzena důležitá úloha.
| „            | Konečně nastala strašlivá řež. Timoklés nedokázal být jen pouhým divákem a nečinným svědkem. Uchopil meč a vrhl se doprostřed bitvy. Vyrážel přitom — podobně jako Pan — hrozivý pokřik. Řekové, zachváceni plamenným hněvem, tepali nepřítele a vyznamenávali se mnohými pozoruhodnými a hrdinskými činy. | “ |
| — strana 126 | |   |

Autorka v knize prokazuje znalost antických reálií.